# Vincebus Eruptum
| Recensione   | Giudizio        |
| ------------ | --------------- |
| AllMusic     | [ 1 ]           |
| Sputnikmusic | 4.0 (Excellent) |
| Pitchfork    | [ 3 ]           |
| Ondarock     | Pietra miliare  |

Vincebus Eruptum è il primo album discografico del gruppo musicale rock statunitense dei Blue Cheer, pubblicato dalla casa discografica Philips Records nel gennaio del 1968. È considerato un album fondamentale per la nascita della musica heavy metal (in particolare per sottogeneri come stoner e doom/sludge) e grunge.
Il singolo (presente nell'album) Summertime Blues raggiunse un inaspettato quattordicesimo posto il 4 maggio 1968 nella classifica statunitense Billboard The Hot 100, ancora meglio fece l'album, che il 20 aprile 1968 raggiunse l'undicesimo posto nella classifica di The Billboard 200, questo rimase il loro miglior piazzamento.

## Tracce
Lato A
1. Summertime Blues – 3:43 (Jerry Capehart, Eddie Cochran)
2. Rock Me Baby – 4:18 (Joe Josea, B.B. King)
3. Doctor Please – 8:50 (Dickie Peterson)

Lato B
1. Out of Focus – 3:52 (Dickie Peterson)
2. Parchment Farm – 5:48 (Mose Allison)
3. Second Time Around – 6:18 (Dickie Peterson)

## Formazione
- Dickie Peterson - voce, basso
- Leigh Stephens - chitarra
- Paul Whaley - batteria

Note aggiuntive
- Abe Voco Kesh - produttore
- Registrato al Amigo Studios di North Hollywood, California
- John MacQuarrie - ingegnere delle registrazioni
- Gut - art direction
- John Van Hamersveld - fotografia copertina album
- Augustus Stanley Owsley - poema retrocopertina album[10]